# 华亭镇 (上海市)
华亭镇是中华人民共和国上海市嘉定區下辖的一个镇，位于嘉定区东北部，1993年撤乡设镇，2001年7月由原华亭镇和唐行镇合并后重新成立，面积39.57平方公里，户籍人口2.40万人（2008年）。华亭镇土地肥沃，农业发达，有“嘉定粮仓”之称。经济以现代农业和农业旅游为主。

## 行政区划
华亭镇下辖以下居委会及村委会：
袁家桥社区、沁园社区、华旺社区、联一村、联三村、北新村、华亭村、金吕村、塔桥村、连俊村、双塘村、毛桥村和唐行村。